# カスタモヌ県
カスタモヌ県(カスタモヌけん、トルコ語: Kastamonu ili)は、トルコ北部、黒海地方の県。
西から時計回りにスィノプ、チョルム、チャンクル、カラビュック、バルトゥンの各県と接している。県都はカスタモヌ。
面積はおおよそ13,000平方km、人口は2000年の統計でおおよそ32万人。1km2あたりの人口は24.62人。この内6万4千人が県都に暮らしている。

## 歴史
カスタモヌが何時ごろ作られたのかは、正確に知られていない。幾つかの研究では中世にさかのぼることが出来ると考えられている。また、人間が住みだしたころに関しては、10万年前ごろという研究調査もある。
コムネノス王朝の治世に建設されたビザンチンの砦のラテン名であるカストラコムネーノスがカスタモヌの由来と考えられている。
マケドニア王国の衰弱とともに、この地方はポントス王国に併合された。さらに一世紀後にこの王国が陥落し、この地域はローマ帝国に編入されパフラゴニア とビテュニアに組み入れられた。この新しい都市国家の中心はポンペイオポリスであり、この県の東部地域にその名残が見られる。
その後11世紀頃になるとこの地域はセルジューク朝の支配下に入り、その後ダニシュメンド朝、ビザンチン帝国、チョバンオール家、ジャンダル侯国と次々支配する国家が変わった。
オスマン帝国皇帝バヤズィト1世が1392年にこの地域を征服したものの、1402年のアンカラの戦いでバヤズィト1世は捕虜となり、翌年死去した。戦いに勝利したティムールはオスマン帝国に征服されたアナトリア各地のベイリク（君侯国）を再興し、この地域もジャンダル侯国の支配下に戻された。この後、オスマン皇帝メフメト2世が1461年にこの地域を取り戻しようやく安定を得ることになる。
オスマン帝国の支配下の間、この地区の境界はイスタンブールまで延びた。皇帝の後継者がこの州の統治を通して経験を得るためにたびたび訪れた。
この後、オスマン帝国が第一次世界大戦で負け、その後のトルコ独立戦争ではカスタモヌは前線への兵力と弾薬供給の重要な役目を担った。兵器はイスタンブールやソヴィエトから海路を使ってイネボル近郊に運び込まれた。希土戦争ではこれに気付いたギリシャ側がイネボルを砲撃している。
トルコ共和国建国の父と呼ばれるアタテュルクは1925年にカスタモヌで「服飾習慣改正」を宣言し、トルコ帽を廃止させた。
2021年8月10日 - 集中豪雨により洪水が発生。15人が死亡したほか多くの住民が避難した。

## 観光地
この地域は穏やかな黒海気候によって多くが森林に覆われている。カスタモヌから南に63kmのウルガズ国立公園では山岳地帯にいくつもの川が流れている。近隣にはスキーの設備が整っている。県南部ではウルガズ山がそびえ、またウルガズ川も流れているため、ハイキングや急流くだりが行われている。その他ジデのウルガリニ洞窟、キュレのアリンサ地下洞窟、ダダイの国際乗馬者旅行センターなどが観光に適している。
カスタモヌ市には12世紀のビザンチン風の城、13世紀のアタベイモスク、イブニネジャールモスクなど古代の建物が残っており、マフムトベイモスクも優雅な木製の彫刻でよく知られている。13kmに亘るギデロス湾は休暇観光が盛んであり多くの宿泊施設と魚料理のレストランがある。
東部地域にはローマ都市のポンペイオポリスの廃構を見ることができる。カスタモヌでは伝統的な建築様式の個性的な大邸宅が多く残っており、地域行政が2000年に発表した歴史建築保護の宣言によって大邸宅の多くは修復されている。
その他、手織りの織り物などの手芸品が豊富で、特に田舎に豊富である。また、この県では毎年多くのお祭りが行われている。

## 経済
2000年現在、労働力の77.5%は農業を行っており、農業はこの地域の主産業となっている。続いてサービス業が挙げられる。
耕地のほとんどが固定農園である。生産量はトルコの全生産高の0.01%にあたる。穀物生産が最も多い。気候のよさから森林面積が広く、地域の57%を占めており、林業も重要な産業となっている。地下資源には、銅、水銀、鉄、クロム、マンガン、石綿、ボーキサイト、グラファイト、リン酸塩、カオリナイト、粘土、石灰、水晶、大理石、菱苦土鉱、耐火粘土、石炭、ニッケルが含まれる。また、幾つかの温泉や天然泉がある。産業はこれらの農業、林業、鉱工業が多い。
カスタモヌは全トルコGDPのうち0.4%を占め、GDPの内訳は農業32.8%、通信・運輸業20%、サービス業16.8%、産業9.5%となっている。
交通は高速道路での往来のみである。さらに高速道路でも舗装されていない場所もある。鉄道はチャンクル、カスタモヌ、イネボルに繋がる路線が建設中である。海岸線は135kmも黒海に面しているものの、イネボルに小さな港があるのみであり、それ以外に大きな航路接続はない。
112,000の固定電話が使われており、携帯電話は20万台が加入しており、インターネット使用者は1万5千人である。
サッカークラブ、カスタモヌSKはTFF1.リガ（トルコ国内2番目のリーグ）に参加していた。

## 下位自治体
- カスタモヌ（Kastamonu）
- アバナ（Abana）
- アール（Ağlı）
- アラチュ（Araç）
- アズダヴァイ（Azdavay）
- ボズクルト（Bozkurt）
- ジデ（Cide）
- チャタルゼイティン（Çatalzeytin）
- ダダイ（Daday）
- デヴレカニ（Devrekani）
- ドアンユルト（Doğanyurt）
- ハネニュ（Hanönü）
- イフサンガズィ（İhsangazi）
- イネボル（İnebolu）
- キュレ（Küre）
- プナルバシュ（Pınarbaşı）
- セイディレル（Seydiler）
- シェンパザール（Şenpazar）
- タシュキョプリュ（Taşköprü）
- トスィヤ（Tosya）

## 外部サイト
- カスタモヌSK